# At the Gates of Utopia
At the Gates of Utopia — другий студійний альбом італійського симфонічного блек-метал -гурту Stormlord.

## Трек-лист
1. "Under the Samnites' Spears" – 6:50
2. "I Am Legend" – 5:07
3. "Xanadu (A Vision in a Dream)" – 4:21
4. "And Winter Was" – 4:16
5. "At the Gates of Utopia" – 2:25
6. "The Curse of Medusa" – 6:33
7. "The Burning Hope" – 6:21
8. "A Sight Inwards" – 4:40
9. "The Secrets of the Earth" – 6:18

## Склад
- Кріштіано Борчі - вокал
- П'єранджело Джильоні - гітара
- Франческо Буччі - бас
- Сімоне Скаццоккіо - клавішні
- Девід Фолчітто — ударні

### Запрошені
- Volgar dei Xacrestani - оперний вокал, чистий вокал